# Bell H-13 Sioux
El Bell H-13 Sioux fue un helicóptero de reconocimiento militar ligero, monomotor y bipala, construido por la estadounidense Bell Helicopter. Westland Aircraft fabricó el Sioux bajo licencia para los militares británicos como el Sioux AH.1 y HT.2.

## Desarrollo
En 1947, las Fuerzas Aéreas del Ejército de los Estados Unidos (más tarde Fuerza Aérea de los Estados Unidos) ordenaron el mejorado Bell Model 47A. La mayoría fueron designados YR-13 y tres unidades preparadas para el invierno fueron designadas YR-13A. El Ejército de los Estados Unidos ordenó por primera vez los Bell 47 en 1948, bajo la designación H-13. Más tarde reciben el nombre de Sioux.
Inicialmente, la Armada de los Estados Unidos adquirió varios Bell 47, designados HTL-1, entre 1947 y 1958. La Guardia Costera de los Estados Unidos evaluó este modelo, y adquirió dos HTL-1 para apoyo multimisión en el Puerto de Nueva York. La versión más común del 47 de la Armada de los Estados Unidos fue designada HTL-4, y prescinde del recubrimiento de tela del puro de cola. La Guardia Costera de los Estados Unidos adquirió tres HTL-5 en 1952 (similar al HTL-4, pero equipados con un motor Franklin O-335-5) y los usó hasta 1960. La Guardia Costera adquirió dos Bell Model 47G y los designó HUL-1G en 1959.
El H-13 fue utilizado como helicóptero de observación a principios de la Guerra de Vietnam, antes de ser reemplazado por el OH-6 Cayuse en 1966.
El Bell 47 fue ordenado por el Ejército Británico como el Sioux, para satisfacer la especificación H.240, con producción bajo licencia de Westland Helicopters. Con el fin de cumplir con los términos de su acuerdo de licencia con Sikorsky Aircraft, que le prohibía construir un avión de un competidor estadounidense, Westland adquirió la licencia del Model 47 de Agusta, que había comprado la licencia a Bell. El primer contrato fue por 200 helicópteros. Las primeras 50 unidades del contrato fueron construidas por Agusta en Gallarate, Italia, seguidos por 150 construidos por Westland en Yeovil. El primer Westland Sioux realizó su primer vuelo el 9 de marzo de 1965.

## Diseño

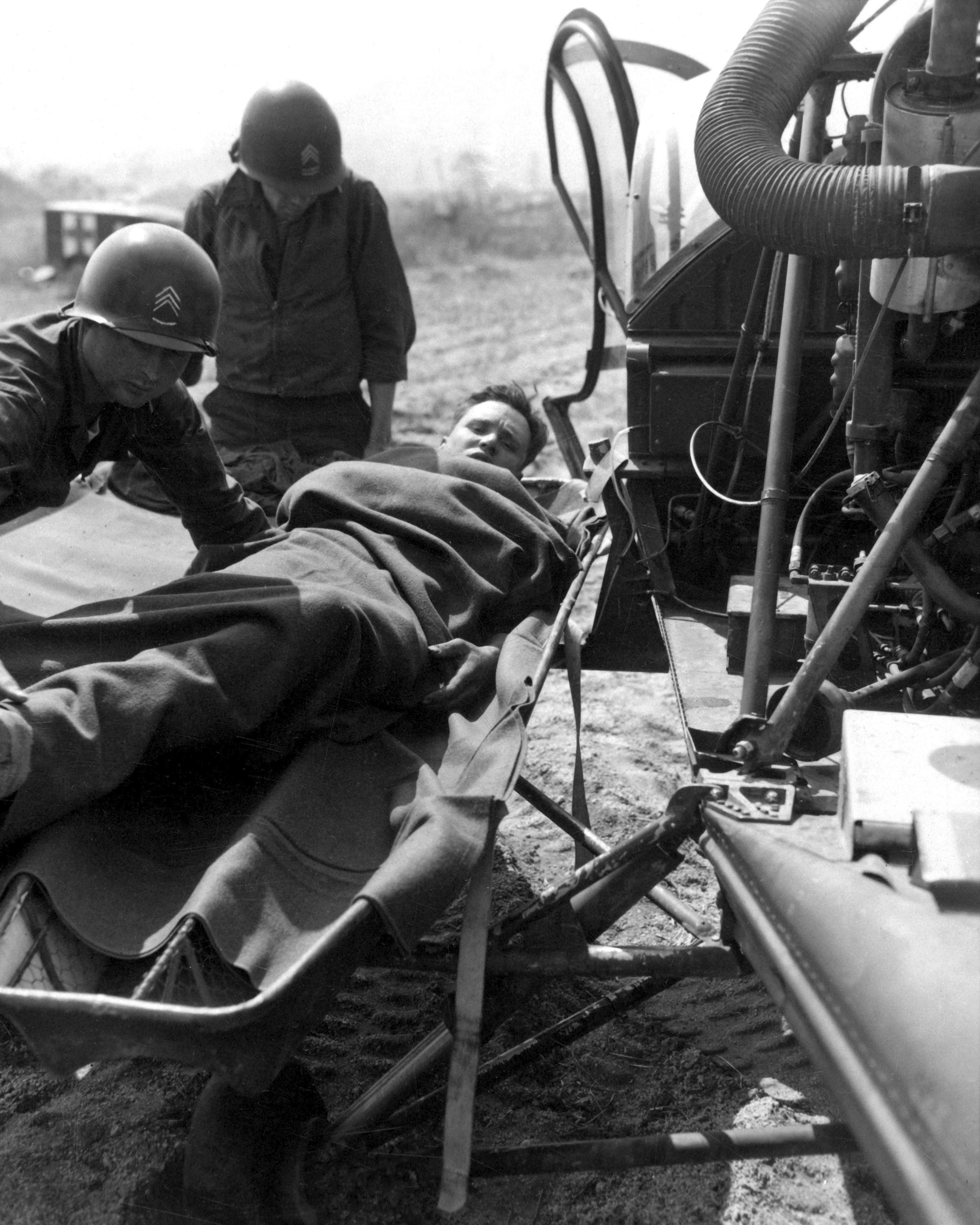
Evacuación de un soldado herido en un H-13, Corea, 1951.

El Sioux es un helicóptero de entrenamiento básico y observación, triplaza. En 1953, fue introducido el diseño Bell 47G. Puede ser reconocido por la cabina de burbuja completa, puro de cola de tubos soldados a la vista, depósitos de combustible de tipo silla de montar y tren de aterrizaje de patines. En su versión UH-13J, basado en el Bell 47J, tenía un fuselaje y puro de cola con recubrimiento metálico y cabina cerrada.
Los H-13 y sus variantes militares fueron equipados a menudo con cestos de evacuación médica, uno en cada patín, con un escudo de metacrilato para proteger del viento al paciente.
La variante 47G fue equipada con un único motor de pistones Lycoming VO-435 de 260 hp. El combustible se servía desde dos depósitos externos montados superiormente. En el Sioux se usó un único rotor bipala con pequeñas palas de estabilización inercial.

## Variantes

### Militares

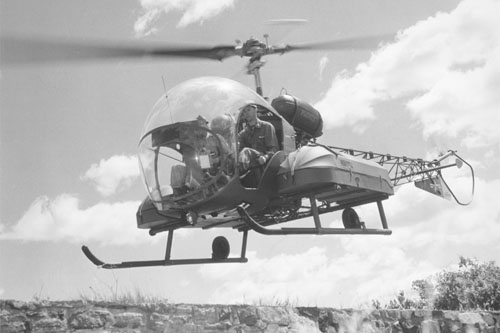
Un H-13 con cestos de evacuación médica.

YR-13/HTL-1
28 helicópteros Bell 47A fueron adquiridos por las Fuerzas Aéreas del Ejército de los Estados Unidos para evaluación. El YR-13 estaba equipado con un motor de pistón Franklin O-335-1 de 130 kW (175 hp). 10 de las aeronaves fueron evaluadas por la Armada de los Estados Unidos como entrenadores (HTL-1).
YR-13A
3 aeronaves YR-13 con equipo invernal para pruebas de tiempo frío en Alaska. Redesignadas YH-13A en 1948.
HTL-2
Equivalente de la Armada de los Estados Unidos del Model 47D comercial. 12 construidos.
HTL-3
Equivalente de la Armada de los Estados Unidos del Model 47E comercial, equipado con un motor Franklin 6V4-200-C32 de 149 kW (200 hp). Nueve construidos.
H-13B
65 aeronaves ordenadas en 1948 por el Ejército de los Estados Unidos. Todas las versiones de Ejército fueron bautizadas Sioux más tarde.
YH-13C
Un H-13B utilizado como bancada de ingeniería. Equipado con tren de aterrizaje de patines y puro de cola abierto y sin recubrimiento.
H-13C
16 aeronaves H-13B convertidas para llevar camillas externas en 1952, con el tren de aterrizaje de patines y el puro de cola abierto del YH-13C.
H-13D
Versión del Ejército biplaza, basada en el Model 47D-1 comercial, tren de aterrizaje de patines, portacamillas, y motor Franklin O-335-5. 87 construidos.
OH-13E
Aeronave con la configuración del H-13D con tres asientos y controles duales. 490 construidos.
XH-13F/Bell 201
Bell 47G modificado,  equipado con un turboeje Continental XT51-T-3 (Turbomeca Artouste). El primer helicóptero de Bell equipado con un motor de turbina.
OH-13G
Triplaza basado en Model 47-G comercial. Introdujo un pequeño elevador en el puro de cola. 265 entregados al Ejército de los Estados Unidos.
OH-13H/UH-13H
Basado en el 47G-2. Equipado con un motor Lycoming VO-435 de 186 kW (250 hp). Al menos, 453 adquiridos por el Ejército de los Estados Unidos. Los UH-13H fueron utilizados por la Fuerza Aérea de los Estados Unidos.
UH-13J
Dos Bell 47J-1 Ranger adquiridos por la Fuerza Aérea de los Estados Unidos para transporte VIP del Presidente de los Estados Unidos. Originalmente designado H-13J.
OH-13K
Dos H-13H convertidos, con un rotor de diámetro mayor y un motor Franklin 6VS-335 de 168 kW (225 hp), para evaluación.
TH-13L
Originalmente designado como HTL-4 de la Armada.
HTL-5
Utilizaba un motor Lycoming O-335-5.
TH-13M
Incorporaba un pequeño elevador móvil. Originalmente designado como HTL-6 de la Armada.
HH-13Q
Originalmente el HUL-1G fue utilizado por la Guardia Costera de los Estados Unidos para búsqueda y rescate.
UH-13R
Equipado con un motor turboeje Allison YT63-A-3. Designado originalmente por la Armada como HUL-1M.
OH-13S
Helicóptero de observación triplaza basado en el 47G-3B para reemplazar al OH-13H. 265 recibidos por Ejército de los Estados Unidos.
TH-13T
Entrenador instrumental biplaza para el Ejército de los Estados Unidos, basado en el 47G-3B-1, equipado con un Lycoming TVO-435-D1B de 201 kW (270 hp). 411 adquiridos.
Sioux AH.1
Helicóptero de propósito general para el Ejército Británico, 50 construidos por Agusta (Agusta-Bell 47G-3B1) y 250 construidos por Westland (Westland-Agusta-Bell 47G-3B1). Una pequeña cantidad también utilizada por el 3 Commando Brigade Air Squadron de los Royal Marines.
Sioux HT.2
Helicóptero de entrenamiento para la Real Fuerza Aérea británica, 15 construidos por Westland.
Texas Helicopter M74 Wasp
Conversión de helicópteros OH-13E por la Texas Helicopter Corporation para uso agrícola, equipados con motores Lycoming TVO-435-A1E de 150 kW (200 hp).
Texas Helicopter M74A
Conversión de helicópteros OH-13H por la Texas Helicopter Corporation para uso agrícola, equipados con motores Lycoming TVO-435 de 180 kW (240 hp).
Texas Helicopter M79S Wasp II
Conversión de la Texas Helicopter Corporation para uso agrícola, equipados con motores Lycoming TVO-435 de 200 kW (270 hp).
Texas Helicopter M79T Jet Wasp II
Conversión de Bell 47G por la Texas Helicopter Corporation para uso agrícola, equipados con motores Soloy-Allison 250-C20S de 310 kW (420 hp).

## Operadores
Alemania
- Heer[10][11]
- Luftwaffe[10]

 Argentina
- Ejército Argentino[12]
- Armada Argentina[13]
- Prefectura Naval Argentina[13][14]

 Australia
- Ejército de Tierra de Australia[13]

 Austria
- Fuerza Aérea Austriaca[13][15]

 Brasil
- Fuerza Aérea Brasileña[16]

 Canadá
- Marina Real Canadiense[17]

 Chile
- Armada de Chile[18]

 Colombia
- Fuerza Aérea Colombiana[18]

 Cuba
- Fuerza Aérea de Cuba[18]

 Ecuador
- Fuerza Aérea Ecuatoriana[10]

 España
- Ejército del Aire de España[19]
- Ejército de Tierra (España)[19]
- Armada Española[19]

 Estados Unidos

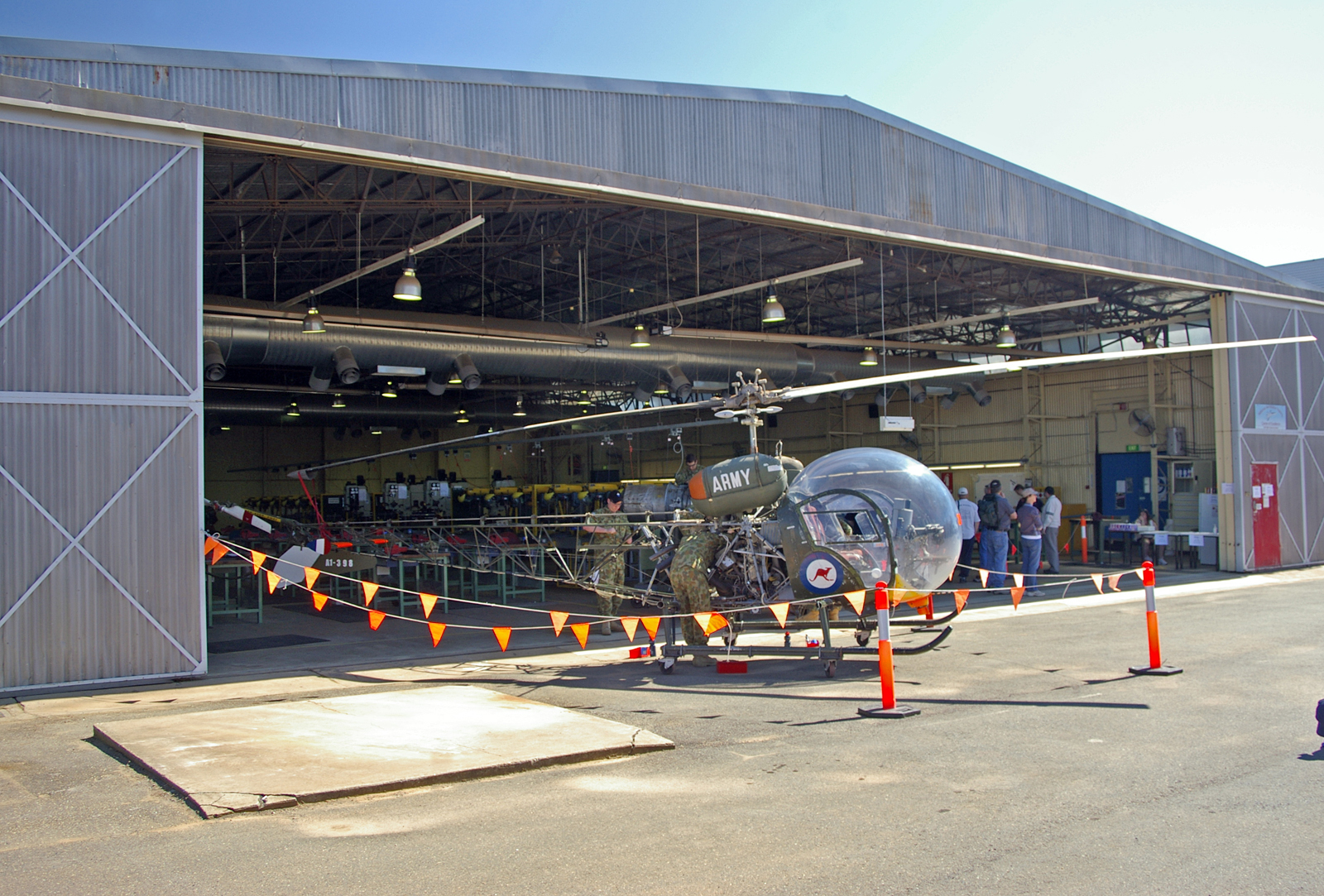
A1 del Ejército de Tierra de Australia (Bell 47G Sioux (A1-398)) utilizado para entrenamiento en la RAAF Base Wagga.

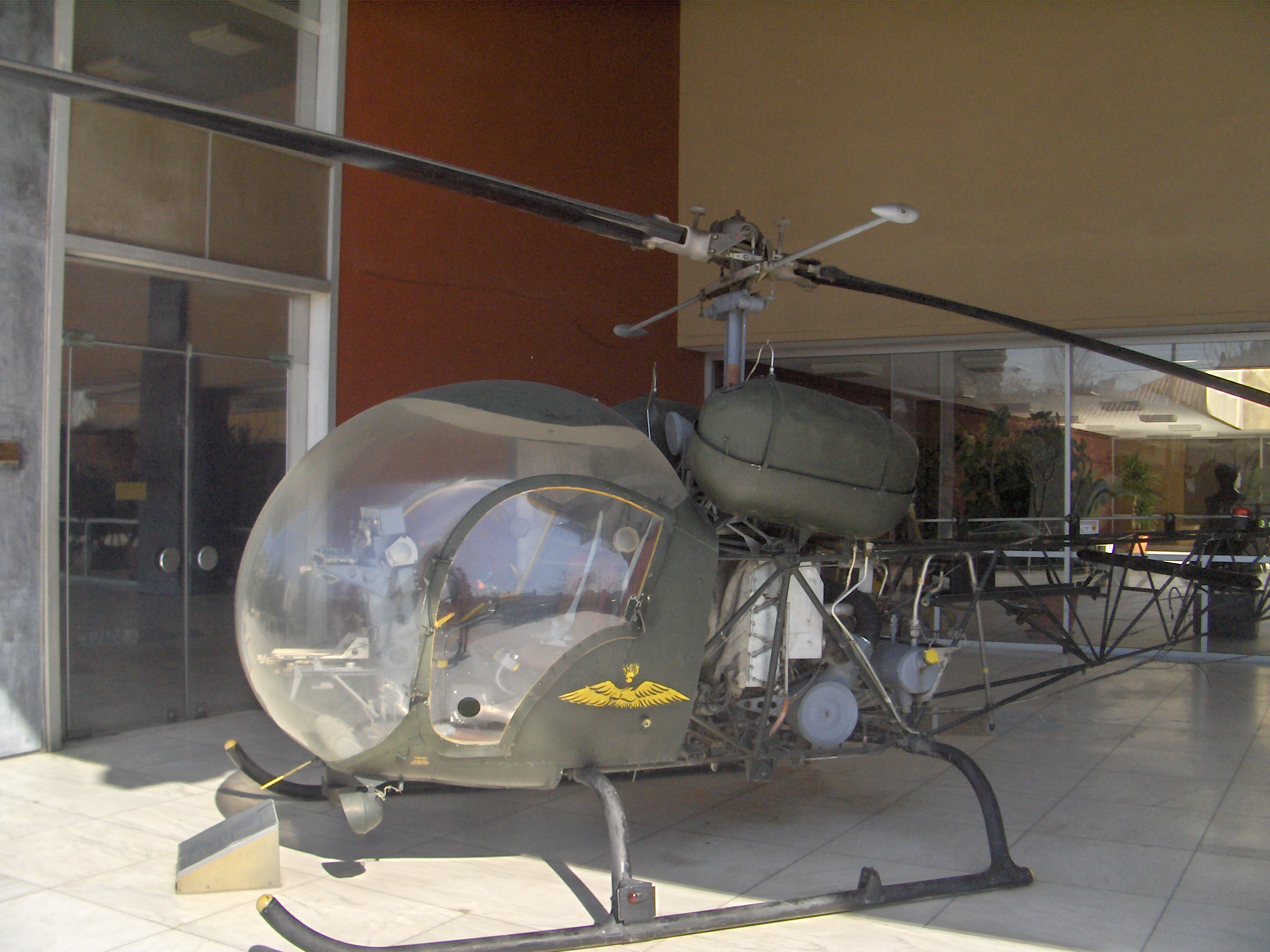
Un H-13 en el Museo de Guerra en Atenas, Grecia.

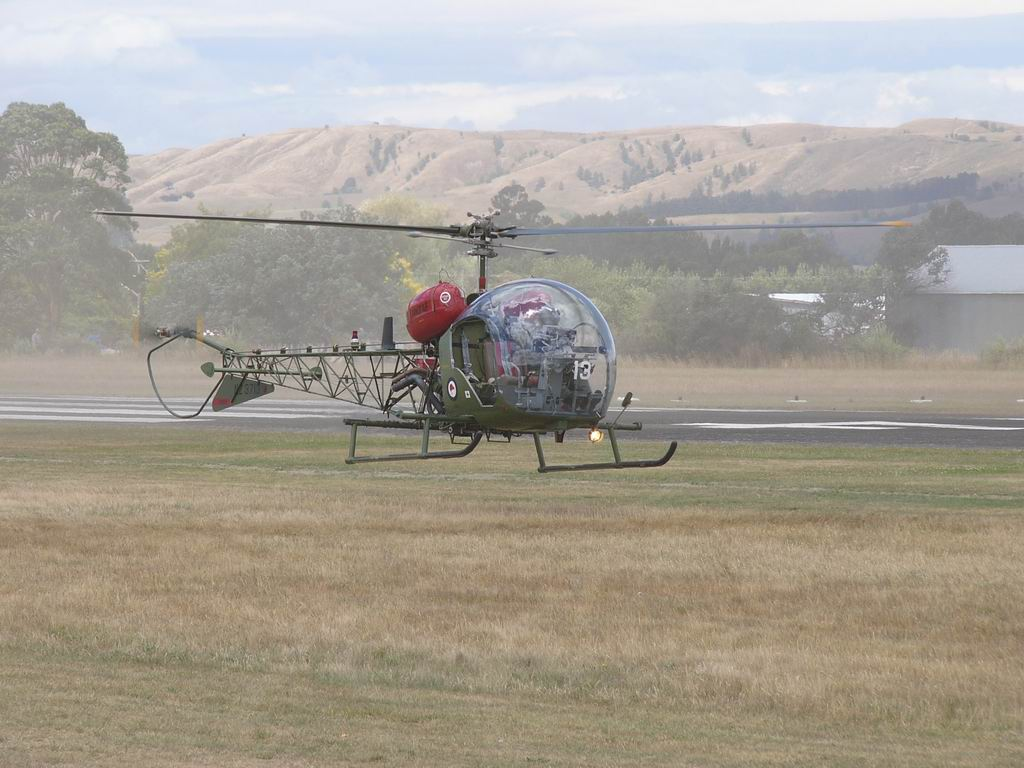
Un Sioux de la RNZAF en 2009.

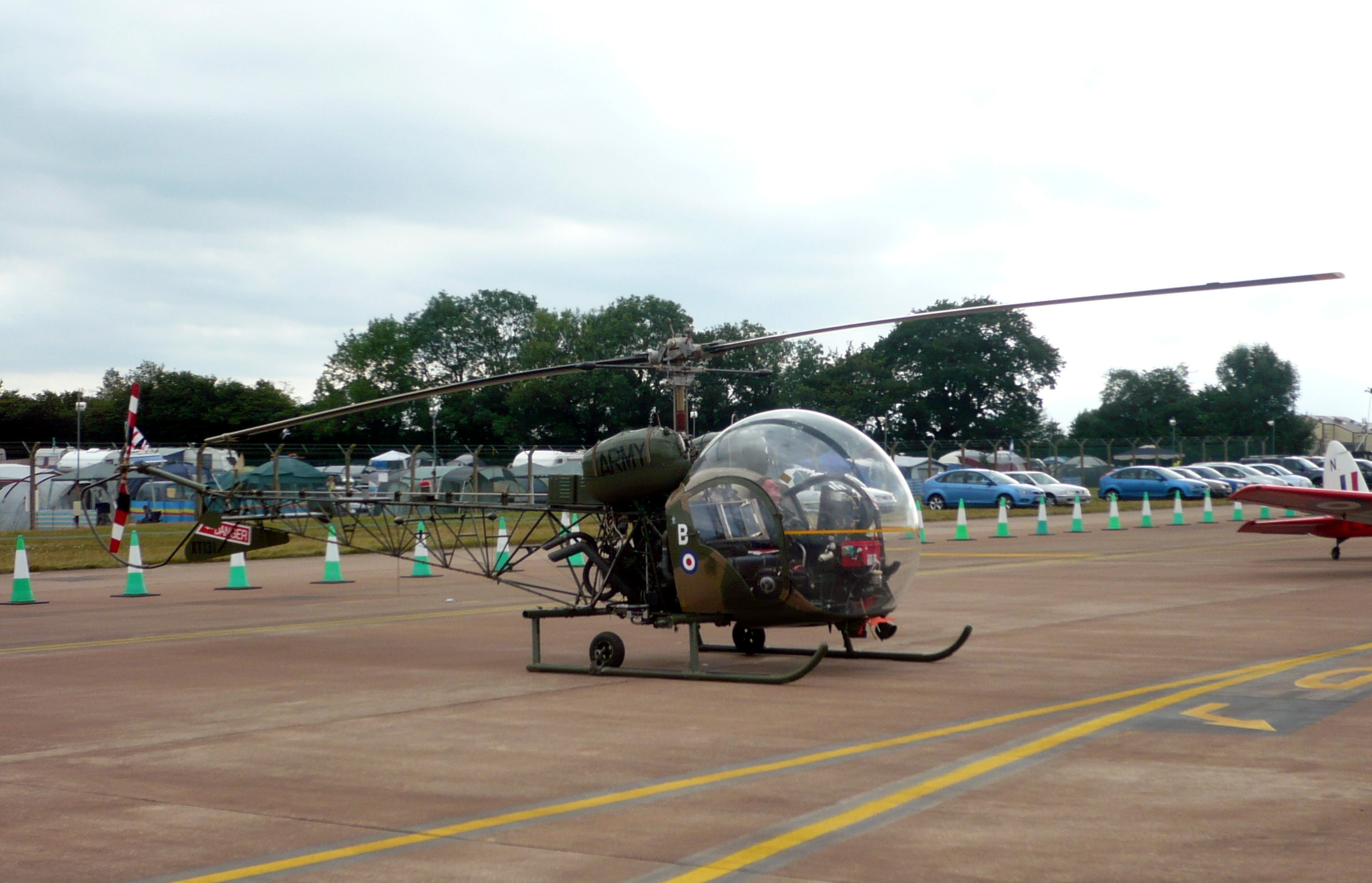
Agusta Sioux AH.1 del British Army Historic Flight.

- Fuerza Aérea de los Estados Unidos[20]
- Ejército de los Estados Unidos[21]
- Armada de los Estados Unidos[22]
- Guardia Costera de Estados Unidos[23]

 Filipinas
- Fuerza Aérea de Filipinas[24]

 Francia
- Armée de l'air[10]

 Grecia
- Fuerza Aérea Griega[25][26]

 Islandia
- Guardia Costera de Islandia[25]

 Indonesia
- Fuerza Aérea del Ejército Nacional de Indonesia[25]

 India
- Fuerza Aérea India[25]

 Italia
- Aeronautica Militare[25][27]
- Ejército Italiano[25]
- Marina Militare[25]

 Jamaica
- Fuerza de Defensa de Jamaica[28]

 Japón
- Fuerza Terrestre de Autodefensa de Japón[28]
- Fuerza Marítima de Autodefensa de Japón[28]

 Malasia
- Real Fuerza Aérea de Malasia[29]

 Malta
- Ala Aérea de las Fuerzas Armadas de Malta[30]

 México
- Fuerza Aérea Mexicana[28]
- Armada de México[28]

 Nueva Zelanda
- Real Fuerza Aérea de Nueva Zelanda[31]

 Noruega
- Real Fuerza Aérea Noruega[24]

 Paraguay
- Fuerza Aérea Paraguaya[24]

 Perú
- Fuerza Aérea del Perú[24]
- Marina de Guerra del Perú[24][32]

 Reino Unido
- Ejército Británico Army Air Corps[5][33]

 Senegal
- Ejército del Aire de Senegal[24]

 Tailandia
- Real Fuerza Aérea Tailandesa[34][35]

 Turquía
- Fuerza Aérea Turca[19]

 Uruguay
- Fuerza Aérea Uruguaya[36]

 Venezuela
- Aviación Militar Bolivariana[36]

 Yemen del Sur
- Fuerza Aérea Yemení[37]

 Zambia
- Fuerza Aérea de Zambia[38]

## Supervivientes

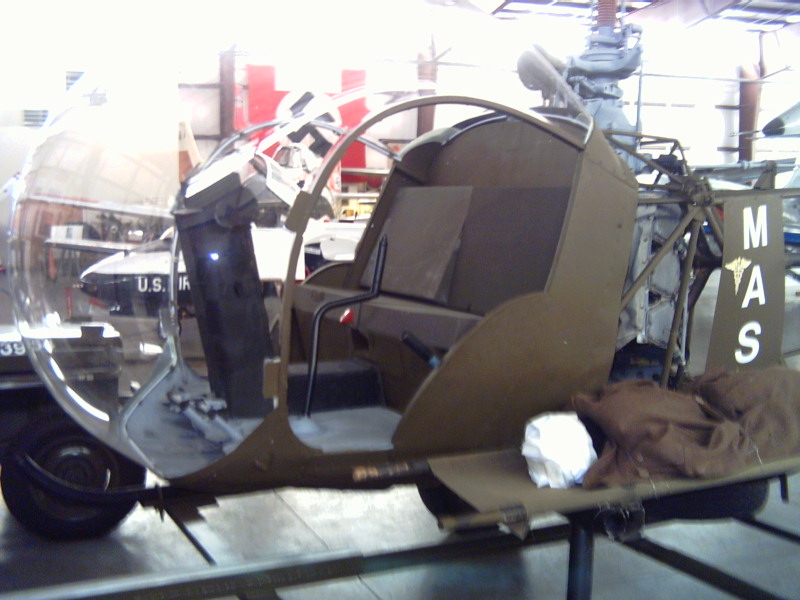
Un H-13 con el esquema de pintura del M*A*S*H en el Pueblo Museum.

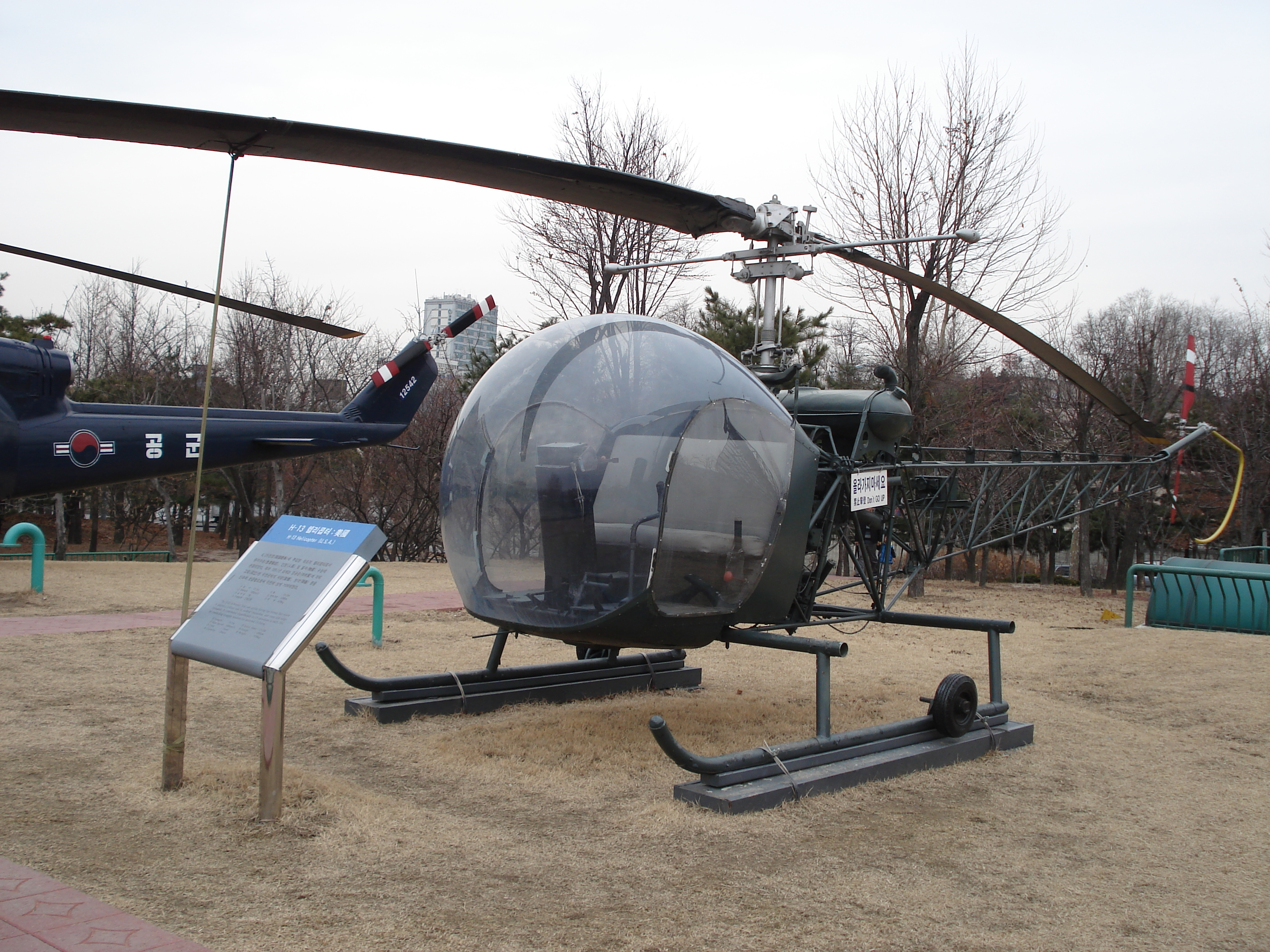
Un H-13 en exhibición en el War Memorial of Korea en Seúl.

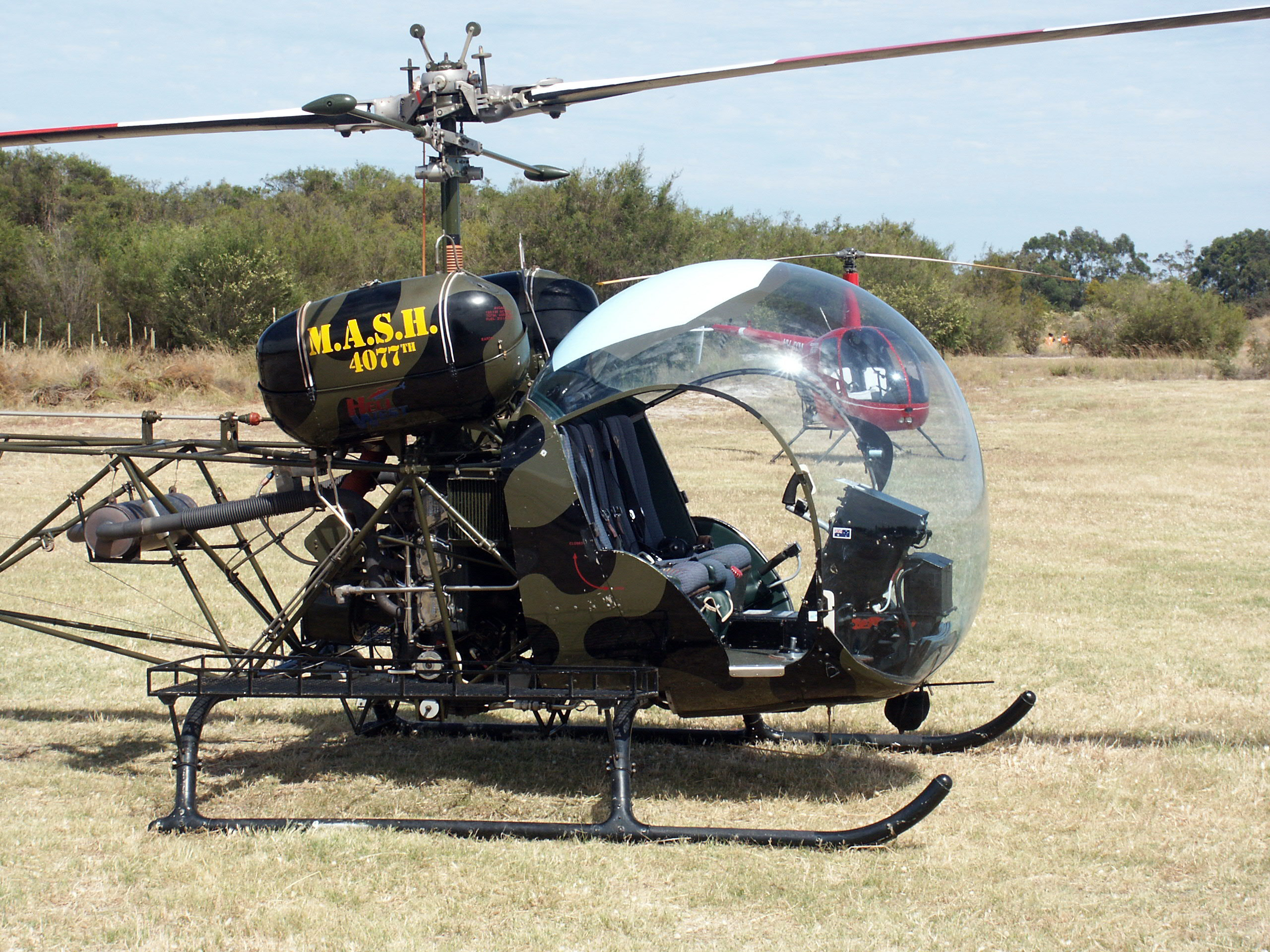
Un modelo tardío de Bell 47G con el esquema de pintura del M*A*S*H.

- El South Carolina Military Museum en Columbia, SC, tiene el primer fuselaje de H-13B que para ese ciclo de producción salió de la línea a mediados de julio de 1948 y al que se le asignó el número de serie 1, número de cola 48-796.
- El Pueblo Weisbrod Aircraft Museum, Pueblo (Colorado), tiene un H-13G restaurado con una librea del "M*A*S*H".
- El National Museum of Naval Aviation en NAS Pensacola, Florida, tiene un HTL-4 en exhibición, colgado del techo.
- El Museum of Modern Art (MoMA) en Nueva York, tiene un Bell 47D-1 en exhibición permanente.
- El Castle Air Museum en la anterior Castle AFB en Atwater (California), tiene un Bell H-13 con esquema de pintura del "M*A*S*H" en su "Colección de aviones ocultos".
- Adventure Aviation en Tauranga, Nueva Zelanda, usa un Bell 47G con el esquema de pintura del "M*A*S*H" para vuelos turísticos pintorescos.[39]
- El Bell 47G-2 AS7201 de las Fuerzas Armadas de Malta fue retirado formalmente el 30 de mayo de 2008, y donado al Malta Aviation Museum en Ta'Qali.
- El United States Army Medical Museum, localizado en la base de Fort Sam Houston, en San Antonio, Texas, tiene un Bell 47 en exhibición con otros helicópteros.
- El Wings of Freedom Aviation Museum, localizado en Horsham, PA, tiene un H-13 en exhibición.
- H-13 en exhibición en el War Memorial of Korea, Seúl, Corea del Sur.
- El American Helicopter Museum & Education Center en West Chester (Pensilvania), tiene un Bell 47D-1 restaurado, convertido en un H-13 y pintado en la configuración del "M*A*S*H".[40]
- El Royal Thai Air Force Museum, Bangkok, Tailandia, tiene un H-13 en exhibición.[41]
- El Fantasy of Flight, Polk City, Florida, tiene un Bell 47G con el esquema de pintura del "M*A*S*H".
- La Universidad Politécnica de Cataluña tiene un OH-13H en exhibición en el Laboratorio Aeronáutico de Ingeniería de Tarrasa, Tarrasa, España.
- El Army Museum del Ejército Pakistaní en Rawalpindi, tiene un OH-13 colgando del techo.
- El Texas Air & Space Museum, Amarillo (Texas), tiene un OH-13S restaurado con la apariencia del "M*A*S*H".
- H-13D en exhibición en el U.S. Veterans Memorial Museum, Huntsville, Alabama.
- El Museo Aeroespacial Colombiano posee un OH-13G de 1954.[42]

## Cultura popular
El Bell 47 apareció y protagonizó varias producciones de cine y televisión. Ha sido asociado tanto a la película M*A*S*H como a la serie de televisión M*A*S*H, y a la serie de televisión Whirlybirds (1957-1959).

## Especificaciones (Sioux AH.1)
Referencia datos: Newark Air Museum, Britains Small Wars.

### Características generales
- Tripulación: Uno (piloto)
- Capacidad: Tres
- Longitud: 9,6 m (31,6 ft)
- Diámetro rotor principal: 11,3 m (37,1 ft)
- Altura: 3 m (9,7 ft)
- Peso cargado: 1339 kg (2951,2 lb)
- Planta motriz: 1× motor bóxer de seis cilindros refrigerado por aire Lycoming TVO-435-A1A.
  - Potencia: 194 kW (267 HP; 264 CV)

### Rendimiento
- Velocidad nunca excedida (Vne): 169 km/h (105 MPH; 91 kt)
- Velocidad crucero (Vc): 135 km/h (84 MPH; 73 kt)
- Alcance: 439 km (237 nmi; 273 mi)
- Techo de vuelo: 4907 m (16 099 ft)

### Armamento
- Ametralladoras:  El OH-1 era capaz de llevar dos Browning M1919 de 7,62 mm, o dos M60.[45] Configuración raramente usada, ya que el retroceso afectaba al motor.

## Aeronaves relacionadas

### Desarrollos relacionados
- Bell 47
- H-13J Sioux
- Bell 207 Sioux Scout
- XH-13F (Bell 201)
- Carson Super C-4
- Continental Copters El Tomcat
- Agusta A.115
- Meridionali/Agusta EMA 124
- Kawasaki KH-4

### Aeronaves similares
- Hiller OH-23 Raven
- TH-55 Osage
- Schweizer 300

### Secuencias de designación
- Secuencia R-_ (Alas Rotatorias del USAAC/USAAF, 1941-1948): ← R-10 - R-11 - R-12 - R-13 - R-14 - R-15 - R-16
- Secuencia HT_L (Helicópteros de Entrenamiento de la Armada estadounidense, 1948-1962 (Bell, 1939-1962)): HTL
- Secuencia H-_ (Helicópteros de la USAF, 1948-1962): ← H-10 - H-11 - H-12 - H-13/J - H-15 - H-16 - H-17 →
- Secuencia _H-_ (Helicópteros estadounidenses, 1962-presente): OH-13/UH-13J - UH-19 - CH-21 - OH-23 →
- Secuencia Z._ (Helicópteros del Ejército del Aire español, 1954-1978): ← XZ.4 - Z.5 - Z.6 - Z.7/B/A - Z.8 - Z.9 - Z.10/B →
- Secuencia H._ (Helicópteros del Ejército del Aire español, 1978-presente): H.1/A/C/B - H.2 - H.4 - HE.7/B/A - HU.8 - HS.9 - HD/HU.10/B →